# Großsteingrab Lille Veksø 3
Das Großsteingrab Lille Veksø 3 war eine megalithische Grabanlage der jungsteinzeitlichen Nordgruppe der Trichterbecherkultur im Kirchspiel Veksø in der dänischen Kommune Egedal. Es wurde um 1875 zerstört.

## Lage
Das Grab lag westnordwestlich von Veksø auf einem Feld südlich des Agervej. In der näheren Umgebung gibt bzw. gab es zahlreiche weitere megalithische Grabanlagen.

## Forschungsgeschichte
Im Jahr 1875 führten Mitarbeiter des Dänischen Nationalmuseums eine Dokumentation der Fundstelle durch. Zu dieser Zeit war die Anlage größtenteils zerstört und die noch vorhandenen Teile dürften nur wenig später restlos abgetragen worden sein. Im Zuge der Errichtung einer Scheune wurde 2020 am Fundort eine Nachgrabung durch Mitarbeiter des Kroppedal Museums durchgeführt, die aber ergebnislos blieb.

## Beschreibung
Die Anlage besaß eine nordnordwest-südsüdöstlich orientierte rechteckige Hügelschüttung. Sie hatte 1875 noch eine erhaltene Länge von etwa 19 m und eine Breite von 8 m. Ursprünglich war der Hügel länger. An einem Ende war er bereits auf einer Länge etwa 9 m abgetragen worden, auch das andere Ende war bereits angegraben. Die Hügelschüttung bestand aus Erde, die stark mit Feuerstein-Grus durchsetzt war. Von der Umfassung waren 1875 noch 19 Steine erhalten, vom zerstörten Hügelteil waren sieben Steine bekannt. Zwei Ecksteine waren größer als die restlichen Umfassungssteine. Der mittlere Stein der nordnordwestlichen Schmalseite hatte eine Höhe von etwa 1,4 m.
Etwa 2 m vom nordnordwestlichen Hügelende befand sich eine Grabkammer, die als Dolmen anzusprechen ist. Sie war ostsüdost-westnordwestlich orientiert und hatte einen rechteckigen Grundriss. Sie hatte eine Länge von etwa 1,4 m und eine Breite von 1,1 m. Die Kammer bestand aus vier Wandsteinen sowie einem Eingangsstein an der ostsüdöstlichen Schmalseite. Der Deckstein war flach und fast quadratisch. Er hatte eine Länge und Breite von etwa 2,2 m und eine Dicke zwischen 0,9 m und 1,3 m. Auf seiner Oberseite wies er in der Mitte und an den Rändern mehrere Gruppen von größeren und kleineren „muschelförmigen“ Vertiefungen (Schälchen) auf. Vor dem Eingangsstein bildeten drei kleinere Steine einen vorgelagerten Gang. Er war ostsüdost-westnordwestlich orientiert und hatte eine Länge von etwa 1,1 m.
Weiter südöstlich befand sich eine zweite Grabkammer. Hier war einer der Umfassungssteine als Wandstein der Kammer verwendet worden. Die anderen Wandsteine waren schon vor 1875 entfernt worden. Der Deckstein hatte eine Länge und Breite von etwa 2,2 m und eine Dicke von 1,3 m. Zu den Maßen und der Orientierung dieser Kammer liegen keine Angaben vor. Der Grabtyp lässt sich nicht sicher bestimmen.